# Balanopteryx locuples
Balanopteryx locuples är en insektsart som beskrevs av Ferdinand Karsch 1889. 
Balanopteryx locuples ingår i släktet Balanopteryx och familjen fjärilsländor. Inga underarter finns listade i Catalogue of Life.